# Mitsubishi Fuso Canter
Mitsubishi Fuso Canter (кана: 三菱ふそう・キャンター) — серія компактних вантажівок, які виготовляє японська компанія Mitsubishi Fuso Truck and Bus Corporation в різних модифікаціях з 1963 року.

## Перше покоління (T720) 1963-1968
Вперше назва Canter була представлена в березні 1963 року на легких вантажівках T720. Яка виникла з попередньої серії "T710", що представлена в 1960 році. Ці ранні моделі майже повністю продавалися в Азії. Автомобілі комплектувалися чотирьохциліндровими дизельними двигунами 4DQ1 об'ємом 2,0 л потужністю 68 к.с.
В 1964 році автомобіль модернізували. З'явилися чотири круглі фари головного світла замість двох круглих фар.

## Друге покоління (T90) 1968-1978

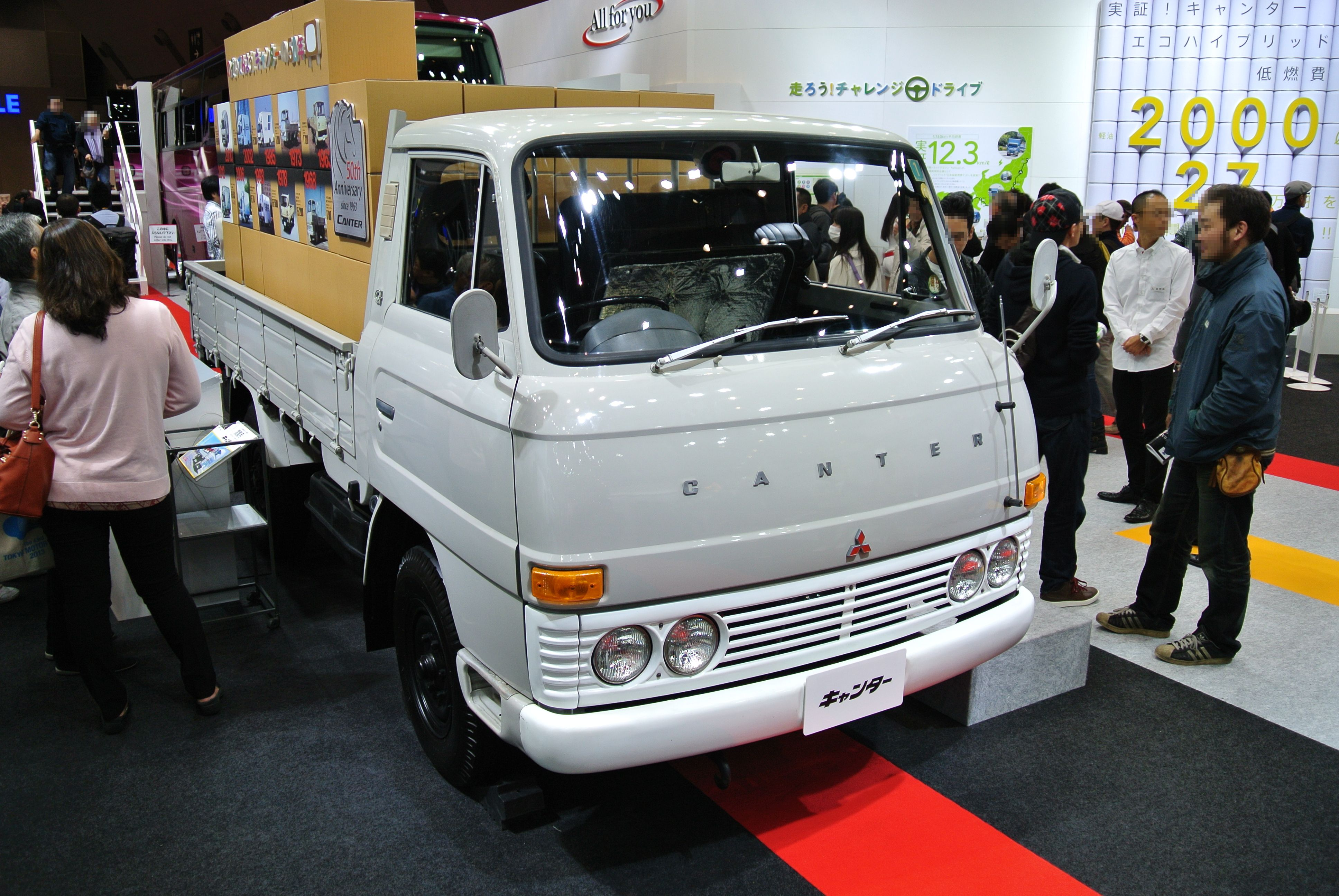
Mitsubishi Fuso Canter T90

В січні 1968 року з'явився Canter другого покоління з новою кабіною.
В липні 1970 року модель модернізували, з'явилася нова решітка радіатора. Дизельний двигун був замінений на новий 4DR5 2.7 л потужністю 80 к.с.

## Третє покоління (T210) 1975–1978

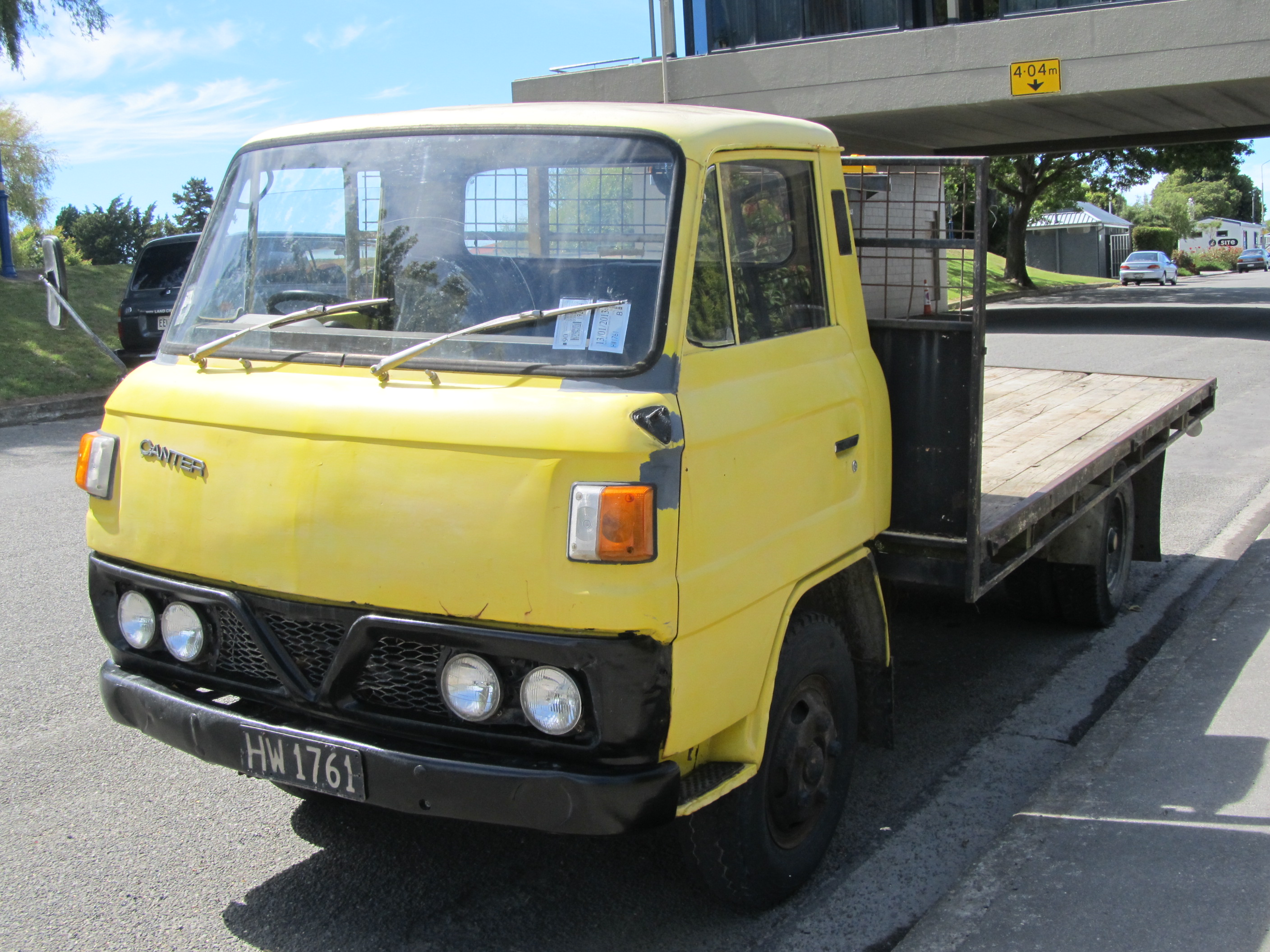
Mitsubishi Fuso Canter 3

Серія T200 була структурована в дизельний двигун T200/T210 (4DR5, 80 к.с. [59 кВт]) і T205/215 з 2315 куб.см 100 к.с. (74 кВт) бензиновим двигуном KE47, крім того, 1995 куб.см 95 к.с. ) KE42 ще був у наявності. У січні 1975 року бензинові двигуни були замінені на 4G52 (1995 куб.см; 100 к.с. [74 кВт]) і 4G53 (2384 куб.см; 110 к.с. [81 кВт]). Третє покоління продавалося з різною колісною базою та висотою спального місця. Також був доступний 3-тонний варіант корисного навантаження.

## Четверте покоління (FE1/FE2) 1978-1985

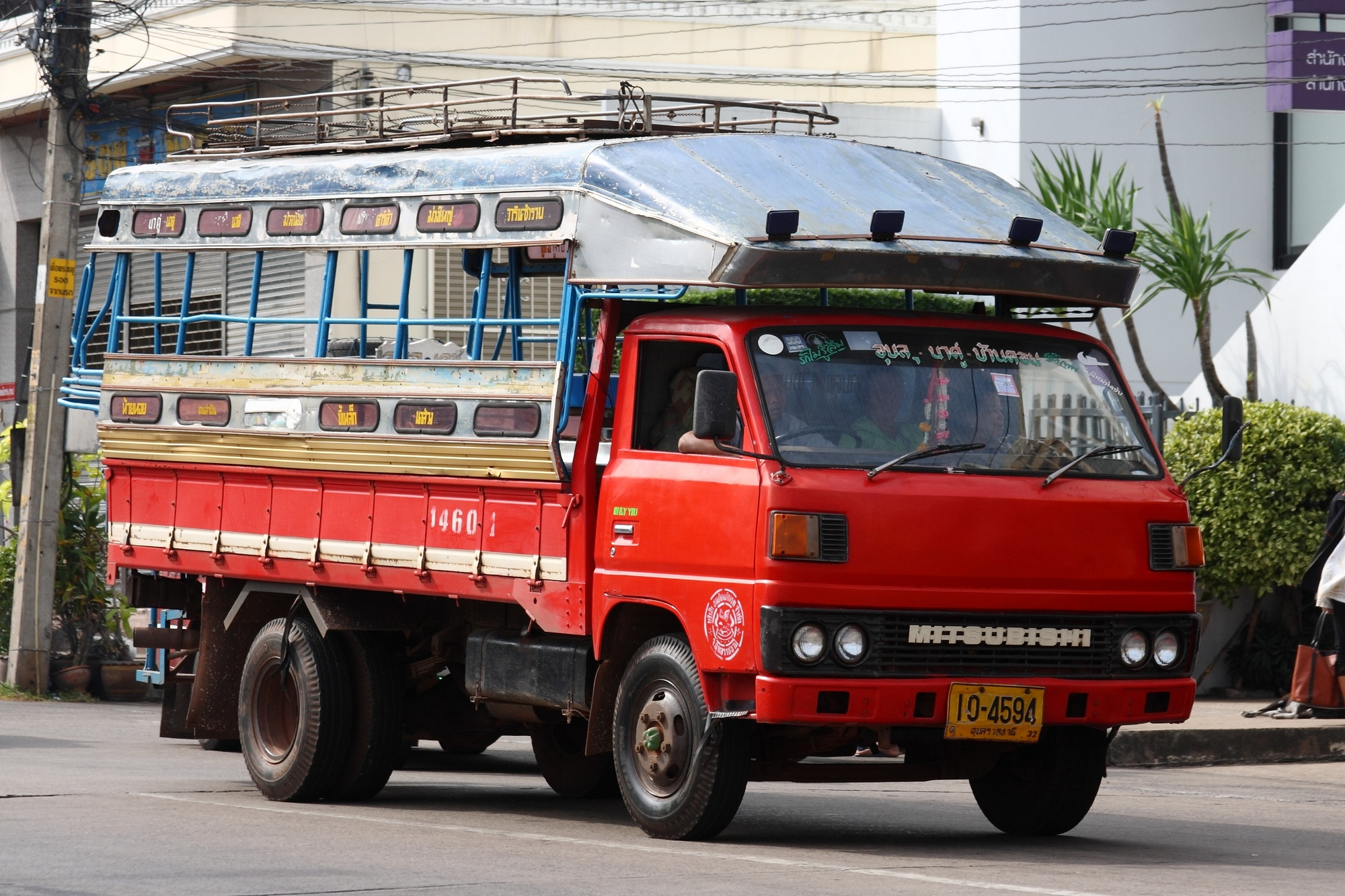
Mitsubishi Fuso Canter 4

Починаючи з четвертого покоління в Японії Canter поповнився варіантами з широкою кабіною вантажопідйомністю 2 і 3 тонни. У лютому 1980 року як опцію було додано гідропідсилювач керма для широких транспортних засобів, наприкінці того ж року з’явилися вузькі 1,5 тонни та широкі 3,5 тонни. У листопаді 1982 року були додані нові дизельні двигуни 4D30 (безпосереднє вприскування, без наддуву, 90 к.с. [66 кВт]) і 4D31 (безпосереднє вприскування, природний газ або турбонаддув, 115 к.с. [85 кВт]. Згідно з деякими джерелами, оцінки цих двигунів були трохи вищими на 100 к.с. (74 кВт) і 130 к.с. (96 кВт), можливо, через використання загальних показників. У грудні 1983 року модельний ряд поповнив «Walk Through Van» вагою 1,5 тонни. Усі ваги, згадані тут, є корисними навантаженнями.
Європейські продажі почалися в країнах Бенілюксу наприкінці 1970-х років. Близько 200 Canter четвертого покоління з вузьким салоном було продано там до 1980 року, коли місцеве складання широкофюзеляжного Canter у Бельгії імпортером Moorkens N V було розпочато на пробній основі. Замість цього з 1980 року Canter будувався в місті Трамагал, Португалія. Пізніше, у жовтні 2004 року, фабрика досягла виробничої потужності 15 000 одиниць на рік, де працювало приблизно 430 працівників. З того часу там було випущено понад 110 000 автомобілів.
Четверте покоління Canter в основному було доступне з різними дизельними двигунами, але на модель FC 35 встановлювався чотирирядний бензиновий двигун 4G54 об’ємом 2555 см3, потужністю 103 к.с.

## П'яте покоління (FE3/FE4) 1985-1993

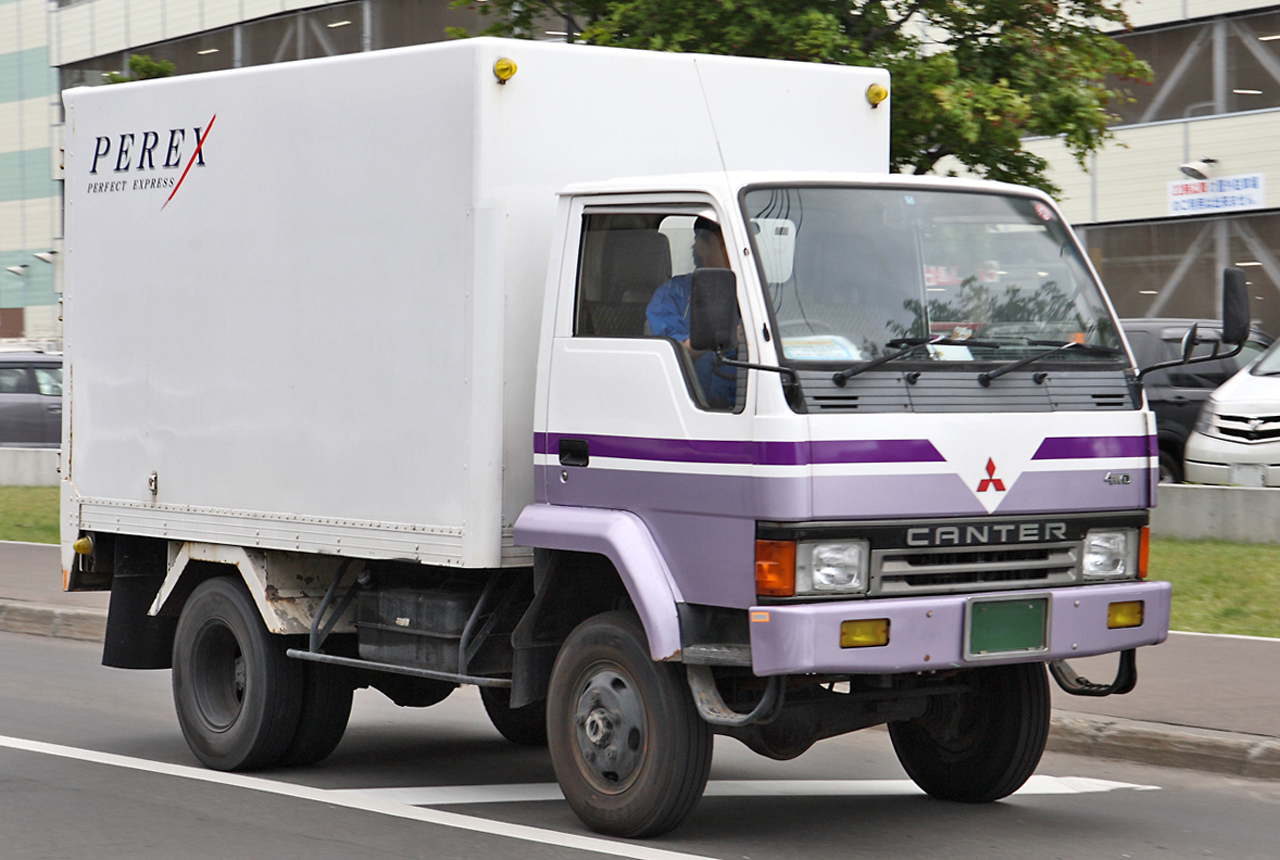
Mitsubishi Fuso Canter 5

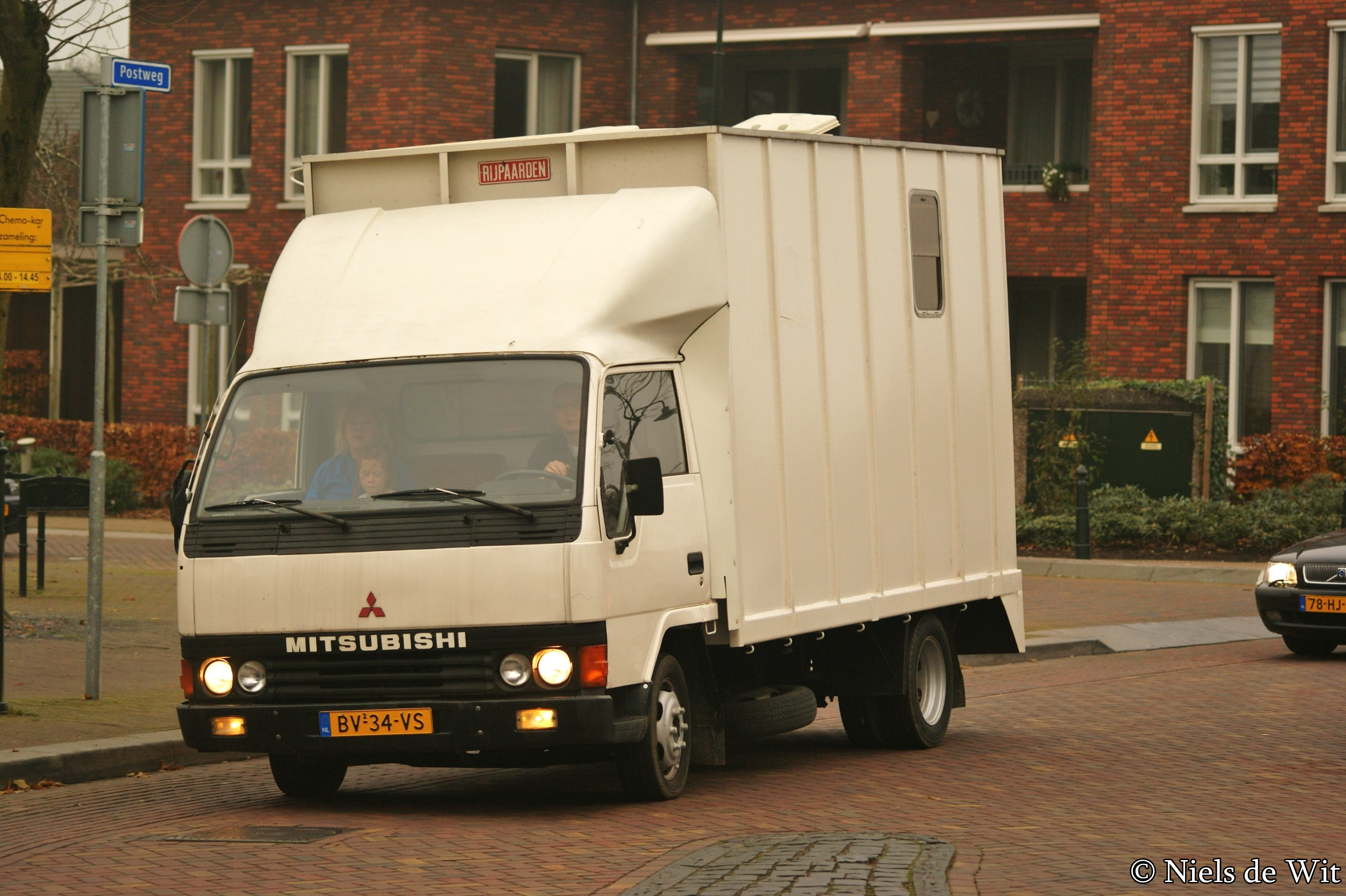
1987 Mitsubishi Canter FB 433

Canter п’ятого покоління з’явився в жовтні 1985 року. Його загальний вигляд був більш квадратним і гладким, ніж у попередньої моделі, тоді як більші одинарні прямокутні фари замінили попередні подвійні круглі фари. Для деяких експортних ринків, наприклад Сполучені Штати, продовжували використовувати подвійні круглі фари, щоб відповідати місцевим вимогам. На внутрішньому японському ринку передня емблема «MMC» була змінена на корпоративний логотип із трьома діамантами, а емблема MMC залишилася на дверях пасажира. Через свою кабіну, що походить від Canter, Fighter Mignon став продаватися за межами Японії як 7,5-тонні (брутто) серії Canter 75, Canter HD або FH. Також новим було застосування передніх дискових гальм на деяких моделях, тоді як розташування важеля перемикання передач було змінено з колони на підлогу, а пізніше на верхню частину кришки двигуна між сидінням водія та центральним сидінням.
У липні 1986 року опція 4WD була додана до серій Canter 20 і Canter 30. У січні 1987 року легкий Canter 15 змінив свою назву на Canter Guts (назва використовувалася лише на внутрішньому японському ринку). Японські позначення, як-от «Canter 15», вказували на корисне навантаження (1,5 т), а європейські позначення, як-от «Canter 35», пов’язані з вага брутто.
У листопаді 1989 року Canter зазнав оновленого ремонту, отримавши змінену форму передньої решітки радіатора, і він також міг відповідати новим нормам щодо викидів транспортних засобів 1989 року. У червні 1991 року стали доступні гальма ABS, перші в своєму класі на внутрішньому ринку. У той же час електричні склопідйомники стали стандартним обладнанням у всіх сферах.
На північноамериканському ринку Canter був доступний як Mitsubishi Fuso FE (клас 3), FG (повнопривідна версія FE) і FH (клас 5). FE і FG оснащувалися чотирициліндровим дизельним двигуном із турбонаддувом і проміжним охолодженням потужністю 127 к.с. (95 кВт), тоді як більший FH мав шестициліндровий турбодизель потужністю 145 к.с. (108 кВт). Була запропонована різноманітна колісна база від 108 до 180 дюймів (2700-4600 мм).

## Шосте покоління (FE5/FE6) 1993-2002

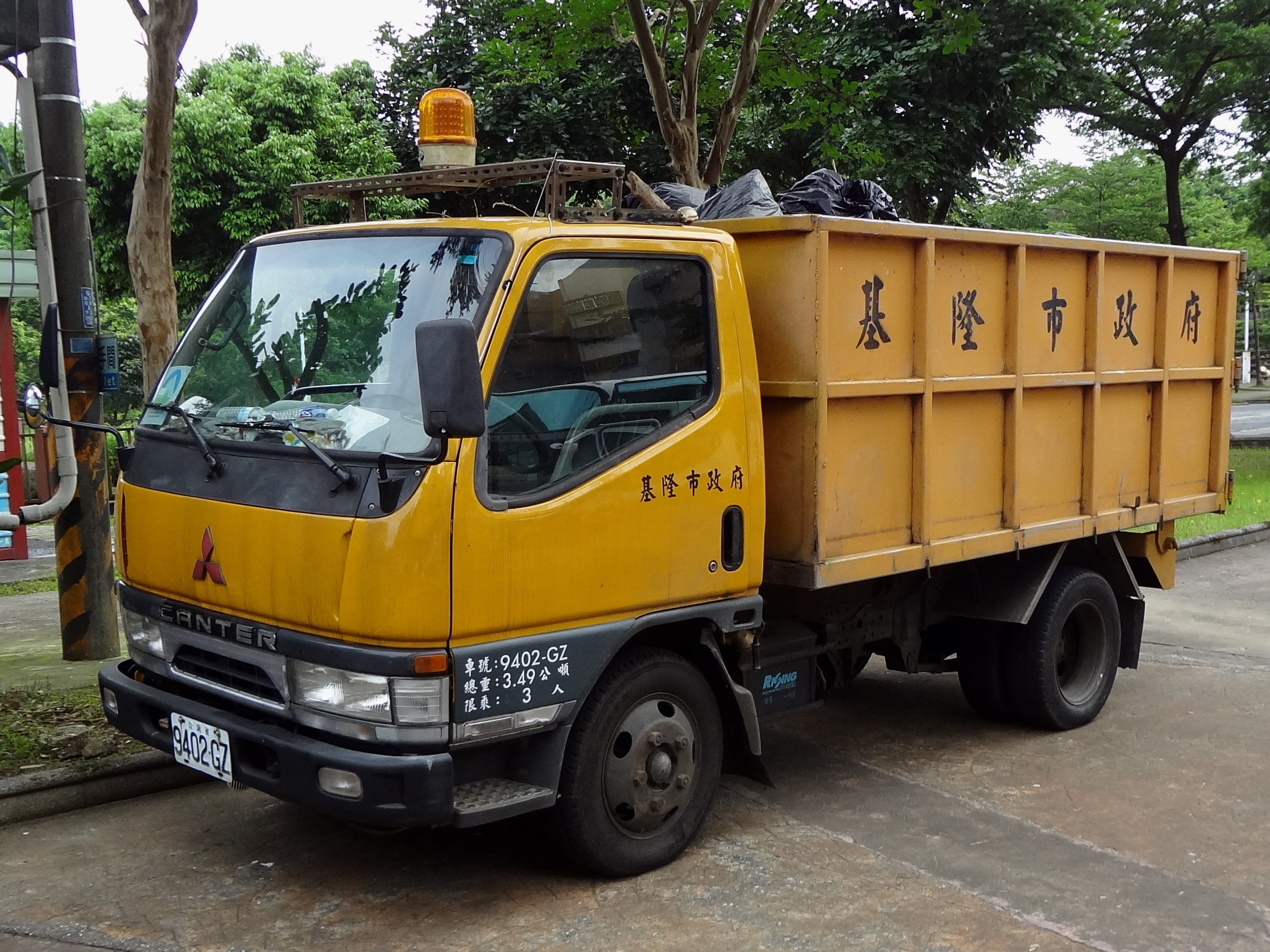
Mitsubishi Fuso Canter 6

Шосте покоління Canter було представлено в Японії в листопаді 1993 року, в Європі в 1996 році. У листопаді 1995 року модельний ряд був доповнений варіантами стандартної (вузької) кабіни вантажопідйомністю 3,5 тонни і широкої кабіни вантажопідйомністю 4 тонни. У жовтні 1997 року повний привід Guts в Японії був змінений зі змінного  на постійний. Починаючи з 2002 року всім європейським Canter було дозволено буксирувати причепи загальною масою до 3,5 тонни. Після остаточного оновлення в 2004 році до деяких варіантів було додано ABS.
У Малайзії це покоління продавалося з 1996 по 2010 рік. Після цього було представлено 7 покоління.

## Сьоме покоління (FE7/FE8) 2002-2010

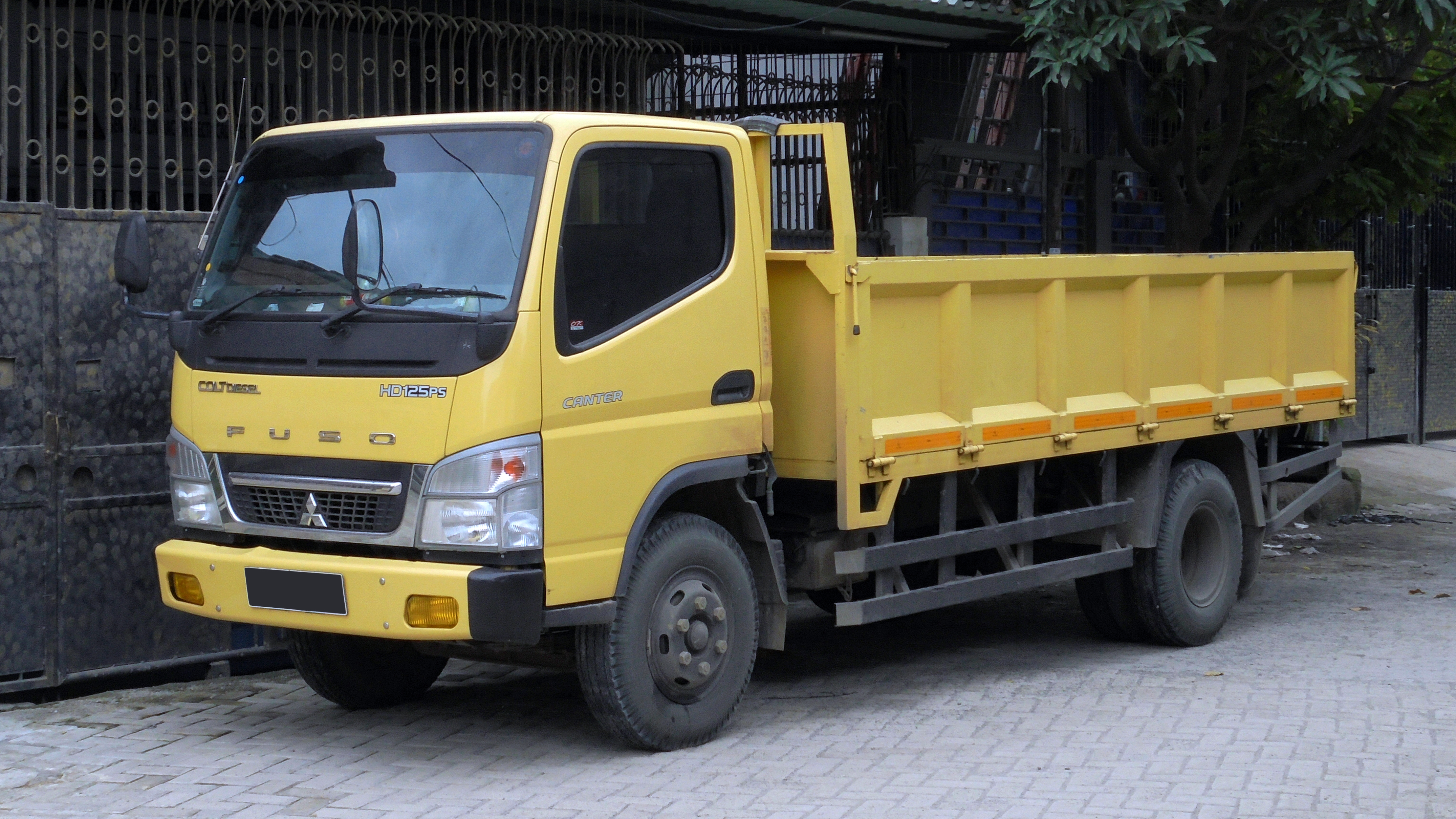
Mitsubishi Fuso Canter 7

Гамма розвізних автомобілів Canter японського виробництва вантажопідйомністю 1,0-4,5 т включає задньопривідні моделі FB, FC, FE і варіант FG (4х4). Найлегша 1,5-тонна модель Canter Guts відрізняється оновленою вузькою кабіною, а експортні варіанти Canter мають кабіни старого зразка. На них використовуються бензинові та дизельні двигуни (2,8-4,2 л, 94-130 к.с.), Механічні 5-ступінчасті коробки передач з ручним керуванням або 4-ступінчаста з удосконаленою системою автоматичного перемикання Inomat-II без педалі зчеплення.

## Восьме покоління (FBA/FEA ・B ・C) з 2010

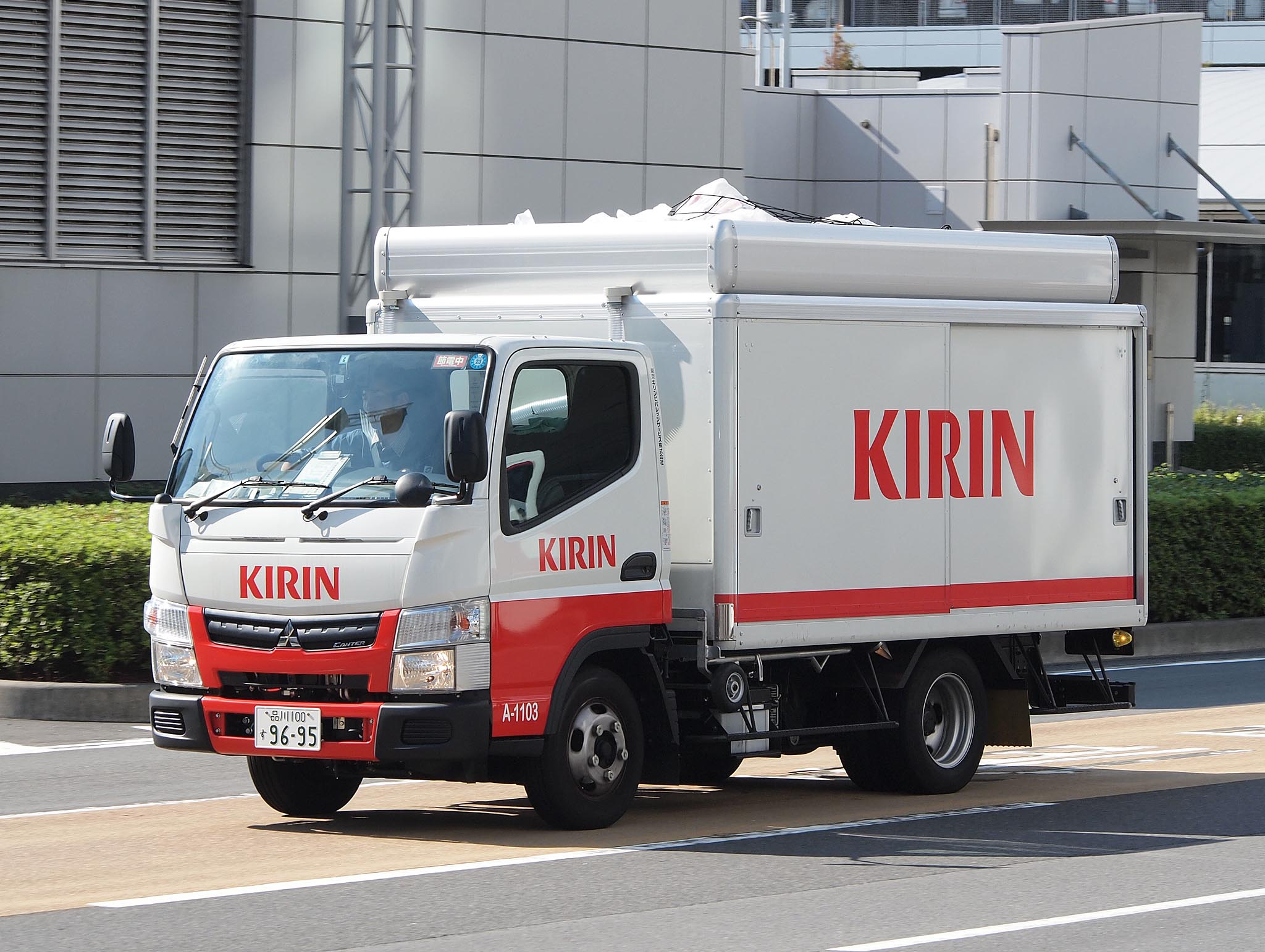
Mitsubishi Fuso Canter 8

У 2010 році було представлено нове 8-ме покоління моделі Canter. Це перше оновлене покоління, яке задовольняє новим японським нормам викидів JP09. Більш того, викиди NOx і PM на 30% нижчі, ніж того вимагають стандарти JP09. Крім цього, всі оновлені версії Canter не тільки задовольняють вимогам по паливній ефективності для вантажівок (FES2015), але і перевершують їх на 2-7%. Нове покоління комплектується дизелем 3,0 л 4P10 з системою BlueTec®, що об'єднує в собі систему вибіркової каталітичної нейтралізації SCR і сажовий фільтр DPF, який застосований на легких вантажівках вперше. Нові вантажівки комплектуються трансмісіями DUONIC з дводисковим зчепленням. Дизайн екстер'єру та інтер'єру був оновлений, поліпшення отримали рама, підвіска і гальмівна система вантажівки, що знизило вагу на 90 кг і підвищило безпеку. Вантажівка з новим дизайном отримала нагороду Good Design Award 2010.
Навесні 2011 року MFTBC розпочала продаж нового покоління вантажівок Canter в Північній Америці, презентація яких відбулася на виставці NTEA Work Truck Show. Північна Америка стала першою країною за межами Японії, де буде продаватися новий Canter.

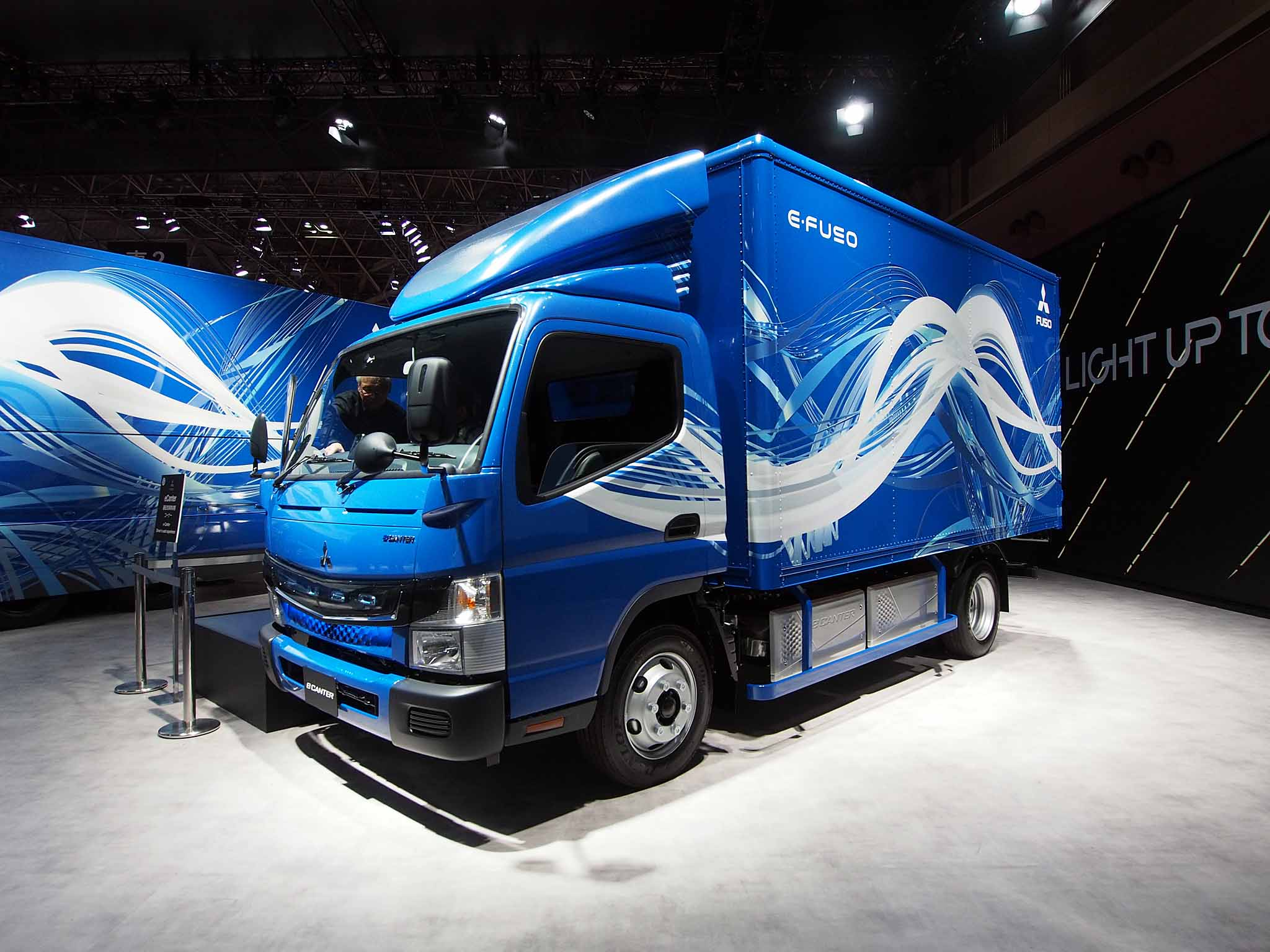
Mitsubishi Fuso eCanter

### Fuso eCanter
В вересні 2016 року на виставці комерційного транспорту IAA дебютувала електрична 6-тонна вантажівка Mitsubishi Fuso eCanter. Автомобіль оснащений двома акумуляторними батареями сумарною ємністю 48 кВт-год. Тяговий електромотор розвиває потужність 110 кВт (150 к. с.), а максимальний крутильний момент досягає 650 Нм. Запас ходу вантажівки становить близько 100 км.

## Дев'яте покоління (FDA/B/FEC/D/FGA/B) з 2020

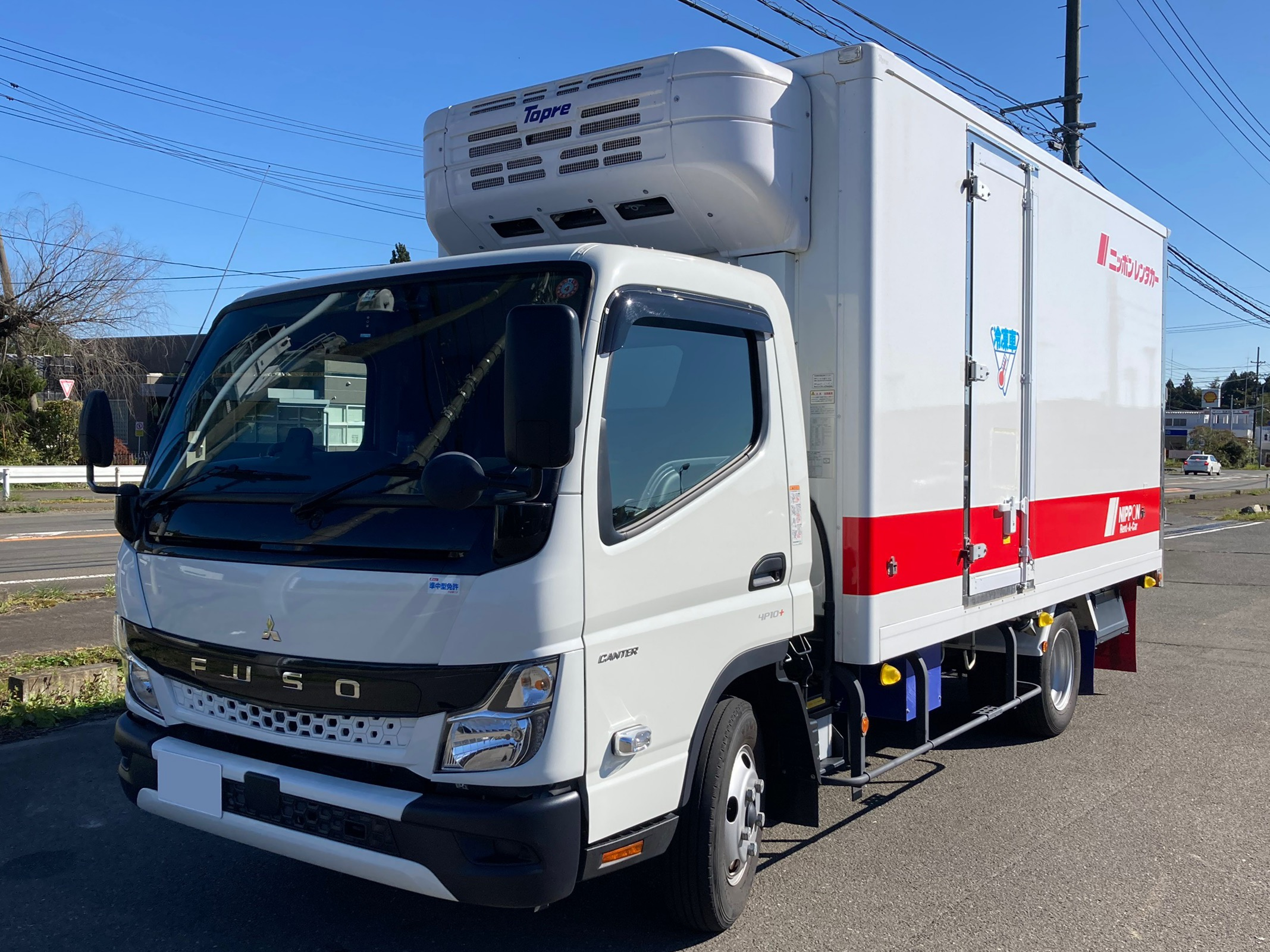
Mitsubishi Fuso Canter 9

19 жовтня 2020 року в Японії дебютувало дев'яте покоління Fuso Canter, яке має нову кабіну з новішою компактною вихлопною системою, яка відповідає вимогам екологічних стандартів Євро-6. Продажі стартували в листопаді того ж року.
Конструкцію кабіни було повністю перероблено, однак двері є пережитком попереднього покоління.
Це перша легкова вантажівка в Японії, яка оснащена ``Active Side Guard Assist, передовим пристроєм безпеки, який знижує ризик аварій під час повороту ліворуч. Відстежуючи за допомогою радара ліву сторону автомобіля, яка зазвичай є сліпою зоною, він виявляє об’єкти та видає звукове попередження водієві.
Двигун 3.0L "4P10+" (110/130/150/175 к.с.), який є вдосконаленою версією 4P10 попереднього покоління.
Крім того, коли було анонсовано 9-е покоління eCanter, воно продовжувало продаватися як перша модель.
У березні 2021 року були внесені покращення відповідно до змін до констукції. Оснащено J-OBDII (вбудованим пристроєм діагностики несправностей автомобіля, сумісним з усіма моделями з повною масою 7,5 т або менше. Моделі з повною масою 7,5 т і вище вже були сумісні в 2019 році) і пристроєм запобігання вторгненню ззаду перед застосуванням вимог перегляд закону у вересні того ж року.
Виробництво нової моделі Canter для Європи планується розпочати в грудні 2021 року на заводі Tramagal у Португалії.
1 листопада 2021 року до класу 1,5 т буде додано 5-ступінчасту механічну коробку передач, яка раніше була лише DUONIC. Це перший випадок за 10 років, коли МТ встановлено в класі 1,5 т.

### Fuso eCanter ІІ

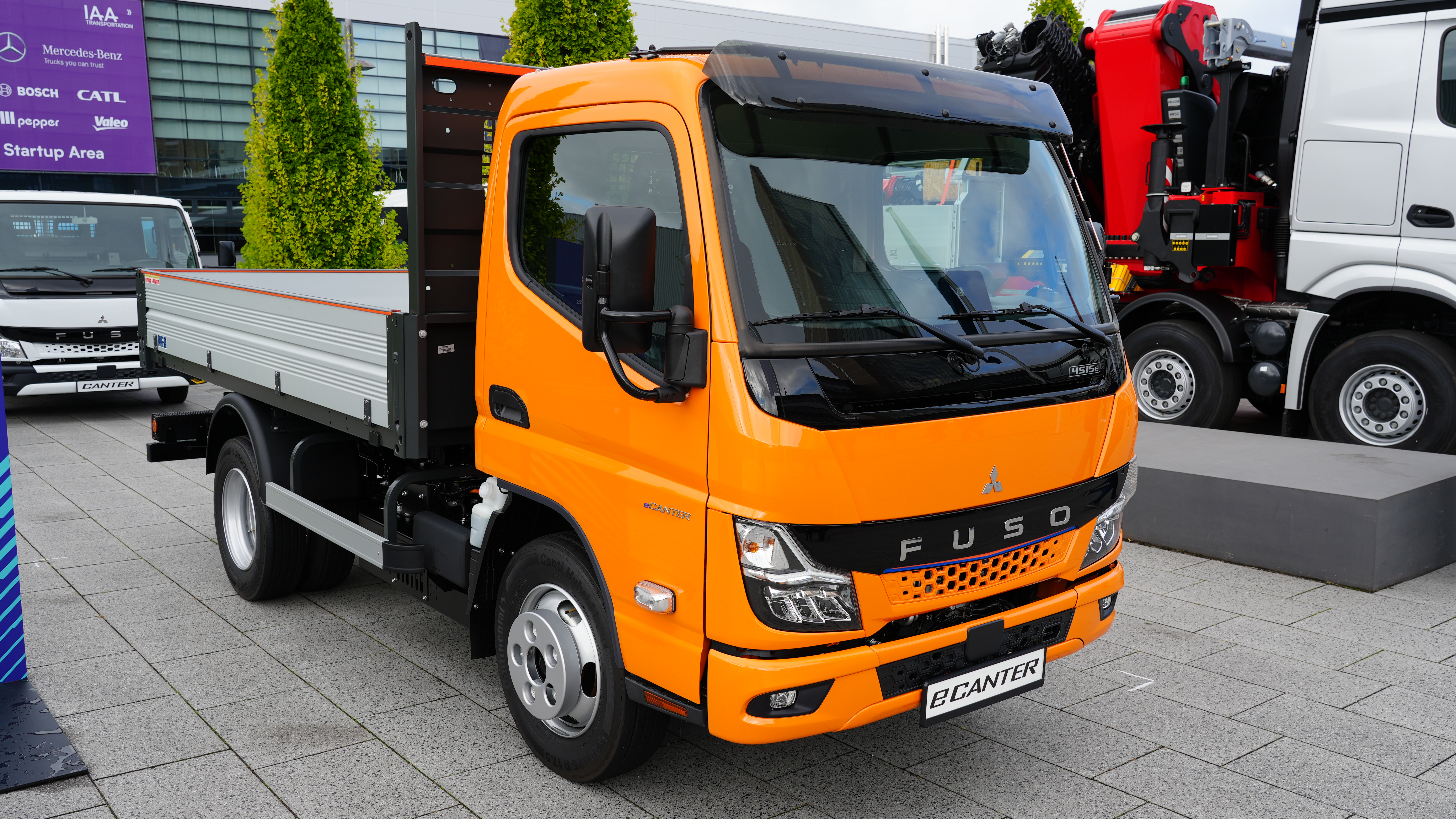
Fuso eCanter 4S15e

7 вересня 2022 року було оголошено, що «eCanter» зазнає повної зміни моделі на друге покоління на основі дев’ятого. В Японії оголошено, що він вийде навесні 2023 року.
9 березня 2023 року ми офіційно оголосили про повну зміну моделі вищезгаданого «eCanter» на друге покоління та того ж дня почали приймати замовлення.
- Застосування електричної осі ``eAxle, яка інтегрує двигун у задню вісь, усуває потребу у карданному валу, роблячи трансмісію більш компактною та значно розширюючи варіанти шасі та кузова. Модельний ряд шасі складається з 28 моделей у японських специфікаціях, а застосування "ePTO" з моторизованим пристроєм відведення потужності розширює варіанти кузова, включаючи самоскиди (з підрамниками), вагони-носії, знімні вагони, задні крани. Тепер можна монтувати сміттєвоз (штовхового типу). На додаток до класу 7,5 т першої моделі, повна маса транспортного засобу (GVW) зросла з класу GVW5t до максимального класу GVW8t, а розмір кабіни такий самий широкий, як у першої моделі, а також стандартний ширина кабіни та той самий розмір, що й Fighter Доступні три типи подовжених кабін EX. Також буде кілька колісних баз, від 2500 мм до 4750 мм, що еквівалентно колісній базі автомобіля середнього розміру.

- Акумулятор модульний, і в залежності від колісної бази є розмір S з однією батареєю, розмір M з двома батареями та розмір L з трьома батареями, що дозволяє вибрати відстань подорожі відповідно до мети.

- Підігрів керма та підігрів сидінь доступні як заводські опції, а функція енергозбереження була додана для обігріву лише тих зон, де вони потрібні. Новий обігрівач вітрового скла тепер доступний як опція виробника, що зменшує запотівання лобового скла та одночасно зменшує споживання електроенергії. Крім того, він стандартно оснащений ``Попередньою підготовкою батареї, яка дозволяє заздалегідь запланувати час початку роботи, щоб забезпечити високу продуктивність на початку роботи.

- На додаток до збільшення гальмівної сили рекуперативного гальма до чотирьох рівнів, від відсутності регенерації до сильної регенерації, нова модель оснащена зовнішньою системою живлення, яка подає живлення ззовні від бортової батареї через додаткову електростанцію.

- Як і в Canter 9-го покоління, до стандартного обладнання входить система безпеки «Active Side Guard Assist 1.0», а також система камери заднього виду та електричне стоянкове гальмо.

### Двигуни
- 3,0 л 4P10+ І4 110/130/150/175 к.с.